# Runnymede Park
Die Runnymede Park war ein 1944 gebautes kanadisches Frachtschiff. Bekannt wurde es als Deportationsschiff der Operation Igloo und Operation Oasis.

## Geschichte

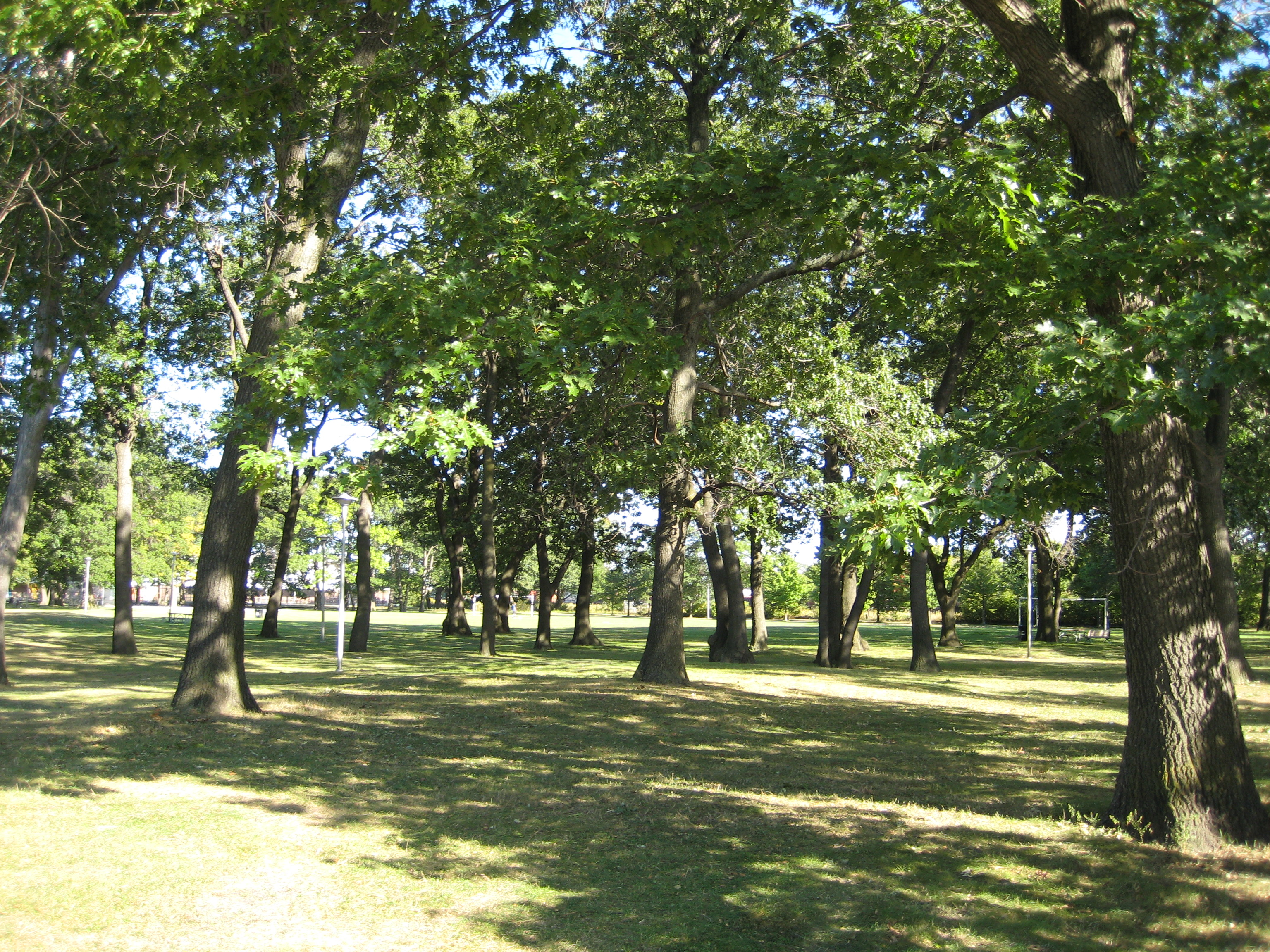
Der Runnymede Park in Toronto, nach dem das Schiff Runnymede Park benannt wurde

### Truppentransporter
Die Runnymede Park war eins von 25 Park-Schiffen, die 1943 bis 1944 auf der United Shipyards in Montreal, Kanada, für die kanadische Regierung zu Transportzwecken im Zweiten Weltkrieg gebaut wurden. Alle Park-Schiffe wurden nach kanadischen Parkanlagen benannt. Der Runnymede Park befindet sich in Toronto. United Shipyards war eine Notwerft, die als Joint Venture von Dominion Bridge Company und Fraser, Bruce Ltd. gegründet wurde. Auf Notwerften wurden von stahlverarbeitenden Unternehmen, die sonst nicht im Schiffbau tätig waren, Schiffe gebaut, um den kriegsbedingt hohen Bedarf an neuen Schiffen zu decken. Außer den 25 Park-Schiffen wurden bei United Shipyards auch 20 Fort-Schiffe für das Ministry of War Transport gebaut, benannt nach verschiedenen militärischen Forts in Kanada. Geplant waren weitere neun Landungsschiffe für die Royal Navy, die jedoch storniert wurden.

### Deportationsschiff
International bekannt wurde die Runnymede Park als Deportationsschiff, mit dem illegale jüdische Einwanderer nach Palästina in Internierungslager auf Zypern und – im Fall der Operation Igloo – nach Deutschland deportiert wurden. Dazu wurde das Frachtschiff behelfsmäßig in einen Gefangenentransporter umgebaut. Ihren ersten Einsatz als Deportationsschiff hatte die Runnymede Park am 25. Mai 1947, als sie die 1.457 aus Italien stammenden Passagiere der Agha Orietta in das Internierungslager Nr. 55 in Karaolos brachte.
Es folgten mehrere Fahrten zwischen Palästina und Zypern, und im Rahmen der Operation Igloo von Juli bis September 1947 auch eine Fahrt über Frankreich nach Deutschland. Dabei wurden 1.409 Passagiere der Exodus auf der Runnymede Park untergebracht. Es herrschte drangvolle Enge, viele Passagiere hatten kein Bett zur Verfügung und schliefen auf dem Boden. Die Zustände waren Zeitzeugen zufolge menschenunwürdig, so dass von einem „schwimmenden Auschwitz“ gesprochen wurde. Der Kommandant der Juden auf der Runnymede Park war Morenci Rosman, der als energisch bis fanatisch beschrieben wurde. Durch seine Leitung hatten die Briten mit den Passagieren der Runnymede Park die meisten Probleme. So waren nach Ankunft in Hamburg für die gewaltsame Evakuierung des Schiffes rund 300 britische Soldaten erforderlich.
1957 wurde das Schiff nach Griechenland verkauft und in Karaostasi umbenannt. Durch einen schweren Brand wurde das Schiff 1967 stark beschädigt und in der Folge verschrottet.